# Складочная улица
Скла́дочная у́лица — улица Москвы в Бутырском районе и районе Марьина Роща Северо-Восточного административного округа. Проходит от улицы Двинцев до Анненского проезда.

## Название
Первоначально — Филаретовская улица, по фамилии домовладельца XIX века. В 1922 году переименована по располагавшимся на этой улице складам.

## Описание
Складочная улица начинается вблизи платформы Станколит Алексеевской соединительной линии от проектируемого проезда № 2025 и проходит на север, являясь продолжением улицы Двинцев. Слева к ней примыкает Джазовая улица. Затем Складочная поворчаивает на восток, пересекает железнодорожные пути Рижского направления (перегон Москва-Рижская—Дмитровская) через подпутный проезд-тоннель. Слева примыкает Складочный тупик. Улица заканчивается на пересечении с Анненским проездом.
В начале улицы расположен железнодорожный переезд, который после закрытия переезда вблизи платформы Карачарово на шоссе Фрезер) стал единственным переездом через основной ход железной дороги в пределах МКАД. Впрочем, сама железная дорога на 2023 год не действует, ожидается включение этого участка в состав Калужско-Нижегородского диаметра.
- Железнодорожный мост на улице
- Улица под железнодорожным мостом в затопленном виде (2008)
- Жилой комплекс «Савёловский Сити» на месте снесённых корпусов завода «Станколит» и складов
- Бывшие корпуса завода «Борец»

## История
В 1898 году на улице были построены корпуса Бутырского чугунолитейного и механического завода Густава Листа (архитекторы Струков и Поликарпов), получившего в советское время название завод «Борец».
В 1934 году на улице был построен чугунолитейный завод «Станколит», закрытый в 1998 году. В настоящее время бизнес-центр.
До 2010-х годов улица под железнодорожным мостом часто была затоплена и непроезжая для автомобилей.